# Sick Puppies
Sick Puppies – australijski zespół rockowy założony w 1997 roku w Sydney. Zespół składa się obecnie z basisty i perkusisty: Emma Anzai i Mark Goodwin. Wokalista i gitarzysta Shimon Moore został zwolniony z zespołu w październiku 2014.

## Muzycy
Obecni muzycy
- Emma Anzai – gitara basowa
- Mark Goodwin – perkusja

Byli muzycy
- Chris Mileski – perkusja
- Shimon Moore – wokal, gitara
- Bryan Scott – wokal, gitara

## Dyskografia

### Albumy
- Welcome to the Real World (2001)
- Dressed Up as Life (2007)
- Tri-Polar (2009)
- Connect (2013)

### Minialbumy
- Dog's Breakfast  (1999)
- Fly (2003)
- Headphone Injuries (2006)
- Sick Puppies EP (2006)